# Die Selektion (Band)
Die Selektion ist eine deutsche Electro-Wave-Band aus Stuttgart, deren besonderes Stilmerkmal der genreuntypische Einsatz einer Trompete ist.

## Geschichte
Die Band Die Selektion entstand Ende 2010 aus dem experimentellen Post-Punk-Projekt L U C ▲. Durch Wechsel in der Besetzung hatte sich die musikalische Ausrichtung so verändert, dass man sich entschloss, anstelle einer Fortführung des bisherigen Projekts eine neue Band zu gründen. Neben Gillian, dessen musikalische Wurzeln im Wave liegen, bestand die Band aus dem klassisch ausgebildeten Trompeter Hannes Rief, der auch in einem Orchester spielte, und Max Rieger, der eher vom Techno beeinflusst wurde. Aus diesen unterschiedlichen Ausrichtungen und den Einflüssen von EBM und Synthiepop der 1980er Jahre entstand ein tanzbarer, melancholischer Stil, der sich durch den Einsatz der Trompete von anderen Bands abhebt. Die Band entschied sich bewusst für deutschsprachige Texte, auch weil die deutsche Sprache ihrer Ansicht nach besonders gut zu ihrer Musik passt. Mit Experimenten in italienischer Sprache war die Band nicht zufrieden. Trotz der deutschen Texte hat die Band international Erfolg.
Im Jahr 2011 erschien über das Label Rasputin Records zunächst die EP Kühle Lippen und dann im April 2011 das Minialbum Noire auf dem Berliner Label aufnahme + wiedergabe. Bei Fabrika Records folgte im September das Album Die Selektion als Schallplatte, welches im April 2012 von aufnahme + wiedergabe auch als CD sowie digital veröffentlicht wurde.
Da die Bandmitglieder noch zur Schule gingen – Gillian und Rief besuchten eine Waldorfschule in Stuttgart – tourte die Band anfangs in den Schulferien. In den Herbstferien 2011 spielte die Band mehrere Konzerte in Italien. Es folgten weitere Konzerte in Deutschland sowie im europäischen Ausland. Bis Februar 2013 war die Band bereits in 11 verschiedenen Ländern aufgetreten.
2012 verließ Max Rieger die Band, um sich auf seine andere Band Die Nerven zu konzentrieren. Daneben betätigt er sich inzwischen auch als Produzent sowie unter dem Namen All diese Gewalt als Solokünstler. Riegers Platz bei Die Selektion übernahm 2013 Samuel Savenberg. Für die Band bedeutete dies eine große Umstellung, da Rieger bis dahin auch hauptzuständig für das Songwriting gewesen war.
Inzwischen leben die Bandmitglieder in drei verschiedenen Städten. Gillian studiert in Karlsruhe Musikwissenschaft, Savenberg kommt aus Luzern in der Schweiz. Das zweite Album Deine Stimme ist der Ursprung jeglicher Gewalt wurde innerhalb von einer Woche im Club Komma in Esslingen am Neckar aufgenommen, wo Gillian regelmäßig Veranstaltungen organisiert, und erschien 2017 bei aufnahme + wiedergabe. Nach ihrem zweiten Album folgte eine Remix-EP auf der Stücke des Albums von Techno-DJs wie Ancient Methods, Tommy Four Seven und Konstantin Sibold geremixt wurden. 2022 spielte die Band eine erste eigene Headline Tour durch Mexiko.

## Diskografie

### Studioalben
- 2011: Die Selektion (aufnahme + wiedergabe, Fabrika Records)
- 2017: Deine Stimme ist der Ursprung jeglicher Gewalt (aufnahme + wiedergabe)
- 2023: Zeuge aus Licht (A Der Katalog release)

### EPs
- 2011: Kühle Lippen (Rasputin Records)
- 2011: Noire (Minialbum auf Kassette und als Download, aufnahme + wiedergabe)